# 罗家庄站
罗家庄站位于中华人民共和国湖北省武汉市江岸区，是武汉地铁3号线的地铁车站，规划时曾用名为“科技馆前站”。

## 车站结构
该站位于建设大道与武汉科技馆以东的规划道路的交汇处，沿建设大道方向布置，为地下两层岛式车站，共设4个出入口与2组风亭。。

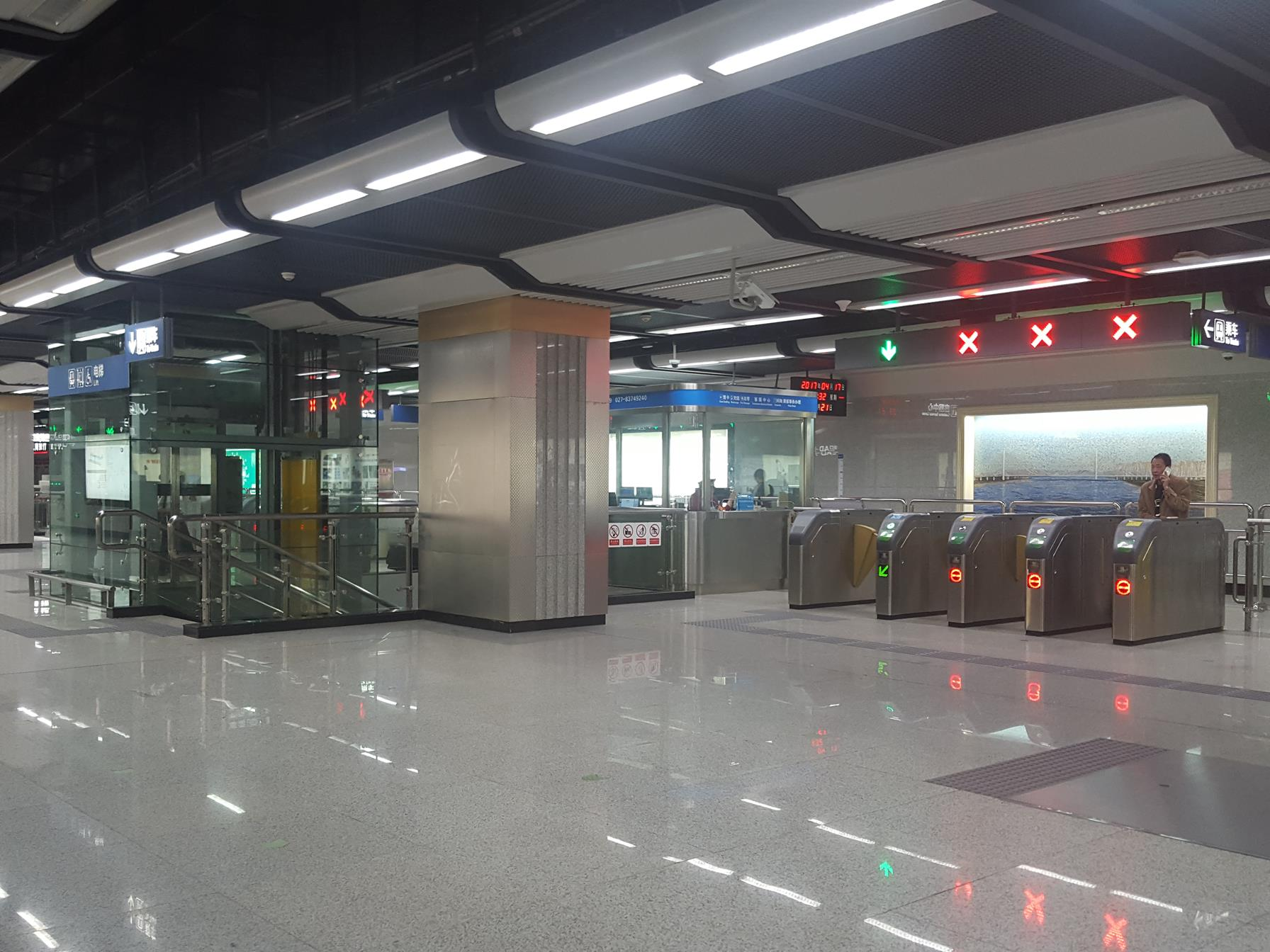
站廳層

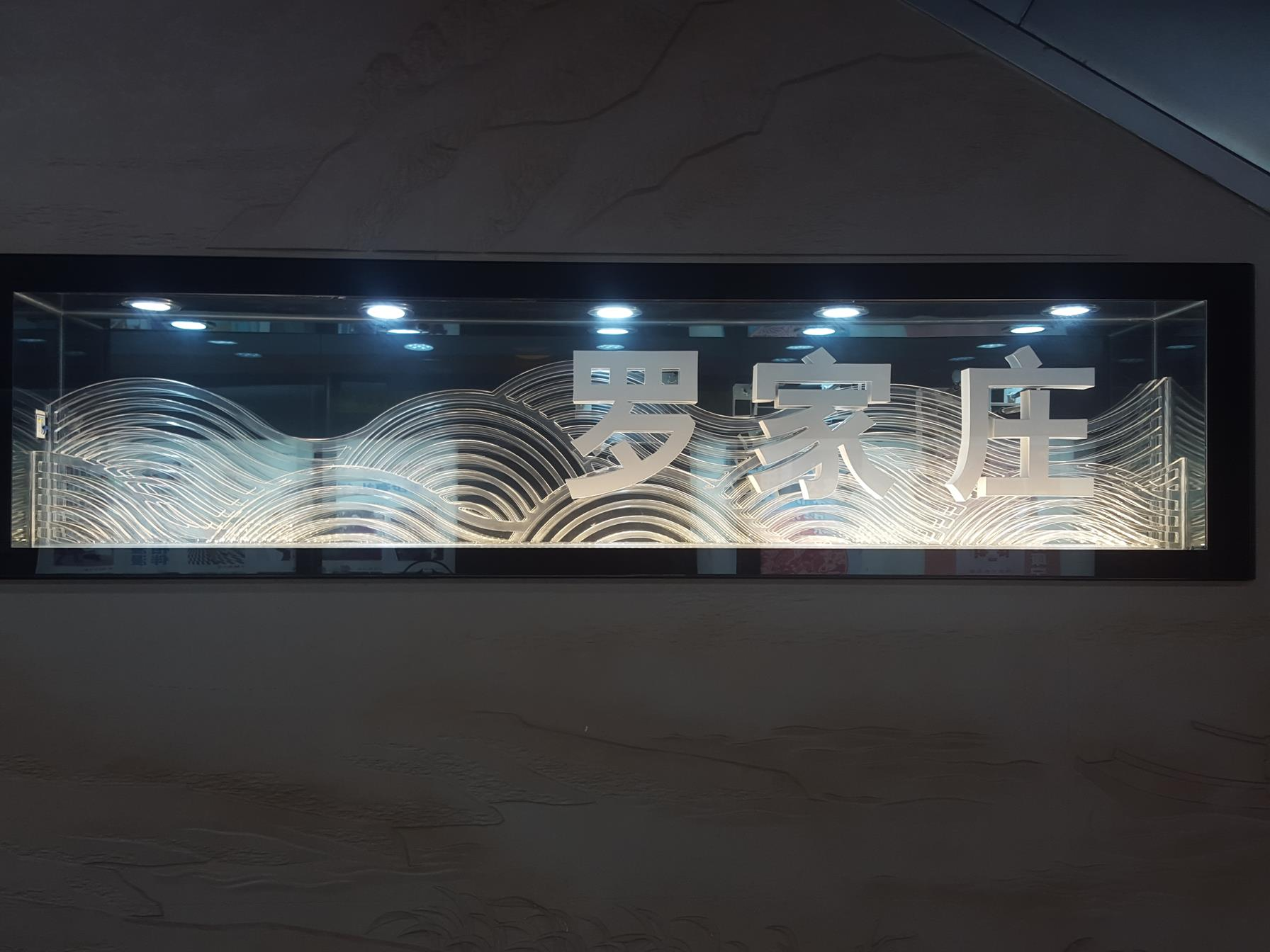
立體站名

### 楼层分布
| 地面     | 地面               | 出入口                               |  |  |
| 地下一层 | 站厅               | 售票机、客服中心、武漢通充值、洗手間 |  |  |
| 地下二层 |                    | █ 3号线 往沌阳大道（赵家条）         |  |  |
|          | 岛式站台，左侧开门 |                                      |  |  |
|          |                    | █ 3号线 往宏图大道（二七小路）       |  |  |

### 車站出口
|                                                 |      |                                                                         |
| 出口編號                                        | 設施 | 建議前往的目的地                                                        |
| A                                               |      | 建設大道 解放軍四五七醫院、羅家莊社區                                   |
| B                                               |      | 建設大道 韋桑路、二七路韋桑社區                                         |
| D                                               |      | 建設大道 科技館路、武漢科學技術館、聯通大廈、武漢科技村、武漢市漢口醫院 |
| 注： 設有升降機 \| 設有輪椅升降台 \| 設有洗手間 |      |                                                                         |

## 邻近地区
解放军第空降兵医院、二七街韦桑社区。

### 内部链接
- 武汉地铁车站列表